# Spinotarsus metabelinus
Spinotarsus metabelinus är en mångfotingart som först beskrevs av Carl Graf Attems 1928.  Spinotarsus metabelinus ingår i släktet Spinotarsus och familjen Odontopygidae. Inga underarter finns listade i Catalogue of Life.